# Détroit de Hauge

Géorgie du Sud

Le détroit de Hauge est un détroit situé au sud-ouest de la Géorgie du Sud, dans la mer de Scotia.